# Opération CHASE
L’opération CHASE (Cut Holes and Sink 'Em) est un programme des États-Unis d’immersion de dizaines de milliers de tonnes de munitions (notamment chimiques, comme du gaz moutarde) dans l'Océan Atlantique entre la Floride et les Bahamas qui a eu lieu de mai 1964 au début des années 1970.
Les munitions étaient chargées à bord de navires qui étaient alors coulés en mer. L’opération a eu 12 volets, de CHASE 1 à CHASE 12. Les dégâts sur l’environnement dû à la pollution induite par les munitions ont participé aux critiques de la population américaine à l’encontre de l'armée, spécialement à l'encontre de la section de chimie (Chemical Corps).
En août 1970, le sabordage du navire LeBaron Russell Briggs, sur un fond de 5 000 m, à 400 km de la côte de Floride, avec à bord 12 000 roquettes contenant 60 tonnes de Sarin, un gaz hautement toxique, a marqué la fin de l’opération CHASE.
Ce programme et d’autres ont, selon les chercheurs du James Martin Center for Nonproliferation Studies de Monterey (en), contribué à immerger entre autres plus d’un million de tonnes de munitions de guerre chimique dans la deuxième moitié du XXe siècle.